# Ostra Vetere
Ostra Vetere és un comune (municipi) de la província d'Ancona, a la regió italiana de les Marques, situat a prop d'Ostra, al sud-est de Senigallia. A 1 de gener de 2019 la seva població era de 2.025 habitants.
El nom original de la ciutat era Montenovo. El 1882 va canviar el nom a Ostra Vetere, en referència a les ruïnes de l'antiga ciutat romana d'Ostra.
Ostra Vetere limita amb els següents municipis: Castelleone di Suasa, Montecarotto, Serra de' Conti, Corinaldo, Ostra i Barbara.